# Stars Earn Stripes
Stars Earn Stripes (« Ganando en las estrellas ») es un programa de reality de televisión, que se estrenó en la NBC el 13 de agosto de 2012. Producido por Mark Burnett, la serie sigue a un grupo de celebridades, acompañado por miembros y exmiembros de las Fuerzas armadas de los Estados Unidos y la policía, que compiten en varios desafíos sin fines de lucro con sede fuera ejercicios de entrenamiento reales utilizados por los militares de Estados Unidos. La serie se encuentra alojado por el excomandante supremo aliado de la OTAN y excandidato presidencial Wesley Clark y el ex de Dancing with the Stars coanimadora Samantha Harris. El título es una referencia a cómo las estrellas ganarían rayas en sus uniformes cuando avanzaron a la siguiente ronda de la competición.

## Participantes
El elenco de Stars Earn Stripes se dio a conocer por la cadena NBC, en junio de 2012. Cada celebridad representará varios militares y veteranos organizaciones benéficas, y sus ganancias será donado a estas organizaciones de caridad.
- Dean Cain - Actor, jugando por Wounded Warrior Project
- Dolvett Quince - Entrenador por The Biggest Loser, jugando por Got Your Six
- Eve Torres - Tres veces de WWE Divas Champion y WWE Diva Search 2007 La ganadora, jugando por USO
- Laila Ali - La exboxeadora y presentadora de televisión, jugando por Military Child Education Coalition
- Nick Lachey - Cantante y actor, jugando por Badge of Honor Memorial Foundation
- Picabo Street - Medallista de Juegos Olímpicos de Invierno, jugando por Hiring Our Heroes
- Terry Crews - Actor y estrella de televisión, jugando por el Pat Tillman Foundation
- Todd Palin - Amante de la naturaleza y el ex Primer Caballero de Alaska, jugando por Armed Services YMCA Alaska

Cada celebridad fue emparejado con las operaciones especiales o profesionales de la ley que ellos entrenados en armas y tácticas de combate. Estos "agentes" incluyen:
- Chris Kyle (Navy SEAL) - junto con Dean Cain
- Andrew McLaren (Marine) - junto con Dolvett Quince
- Grady Powell (Green Beret) - junto con Eve Torres
- Talon Smith (Navy Corpsman) - junto con Laila Ali
- Tom Stroup (Comandante de SWAT) - junto con Nick Lachey
- Brent Gleeson (Navy SEAL) - paired junto con Picabo Street
- Dale Comstock (Delta Force) - junto con Terry Crews
- JW Cortes (MTA Police/Marine) - jugando con Todd Palin

## Sumario
Vinculación de las Estrellas y Misión Uno
La temporada comenzó con las estrellas y la reunión de los operativos en un claro donde el general Clark asignó a los equipos. La primera misión fue llamado Asalto Anfibio, donde los miembros del reparto se bajó de un helicóptero. La mayoría de las misiones se completaron con dos equipos de una estrella y un agente para formar un equipo. El primer equipo fue Dean Cain y equipos de Laila Ali con ellos completar la misión en torno a 13:20. El segundo equipo formado por Todd Palin, Dolvett Quince y sus operativos comenzó la misión, pero Quince no sabía nadar lo suficientemente adecuada a la balsa. El equipo de rescate recogió Quince y Todd completado la misión con la ayuda de los dos agentes en un tiempo de 20:54. El tercer pelotón de Nick y Eva terminó su misión en un tiempo alrededor de 10:02. El cuarto escuadrón de Picabo Street y Terry Crews comenzó la misión, pero la tripulación tuvo dificultades natación similares como lo hizo Quince. Street cerró la misión en un tiempo de aproximadamente de 17:07. Volver al Control de la Misión, el general Clark anunció que Nick y Eva tuvieron el mejor momento. Gen Clark también ha anunciado que las dos estrellas que no pudieron completar la misión competirían en la tanda de eliminación (en lugar de la escuadra más lento normal). Dolvett Membrillo y Terry Crews compitieron en el tiroteo con Quince siendo eliminado. Quince obtuvo una pequeña cantidad para el "Got Your Six 'caridad.
Bonus Shootout
Debido a un número impar de equipos, se celebró una Shootout experiencia en el equipo con el mejor tiempo en la primera misión podría competir por la inmunidad en la segunda misión. Eva ganó inmunidad con Nick. La segunda misión de búsqueda y destrucción. La primera plantilla se compone de Todd y Laila con un tiempo de 06:26. El segundo equipo formado por Dean y Picabo terminando con el mejor tiempo de 4:50. La lista definitiva de Nick y Terry terminó en un tiempo inferior a la marca establecida por Todd / Laila. Nick terminó la tanda de eliminación más rápida que Terry Crews. Terry Crews recibió el séptimo premio para su caridad - Fundación Pat Tillman.
Misión Tres
La tercera misión se llama detonación rápida con el primer equipo de Eva y Dean con el mejor tiempo de 5:30. Picabo y Todd fue el segundo equipo terminando en 7:19. El tercer pelotón de Nick y Laila terminado el tiempo más lento de 08:55. Nick sobrevivió a su segunda tanda de eliminación y Laila fue eliminado en sexto lugar. Su caridad era Military Child Education Coalition
Final y Shootout Especial
La final consistió en dos misiones y un tiroteo especial. Los cinco finalistas compitieron en un tiroteo especial donde compitieron simultáneamente. La primera estrella tendría que elegir su misión Cuatro compañeros de equipo y la última persona con un objetivo de buen estado sería eliminado. Dean Cain fue el más rápido para completar la tanda de penaltis. Picabo, Todd, y Eva terminó segundo a cuarto, respectivamente, con Nick Lachey que aún quedan. Nick obtuvo el quinto premio para Badge of Honor Memorial Foundation.
Misión Cuatro
Dean eligió a Eva para ser su compañero de equipo, por lo tanto Picabo y Todd estaban emparejados. Eva y Dean completaron su misión en un tiempo de 09:43. El otro equipo terminó con un tiempo más lento. Picabo avanzó a la final al ganar la tanda de eliminación final. Todd ganó el cuarto premio para Armed Services YMCA Alaska.
Misión Final
El objetivo final, Puerto de demolición, se completó solo en equipos de dos personas (a diferencia de la selección típica de los dos equipos). Dean Cain y su operativa Chris Kyle completado la misión final en un tiempo de 06:46. Eve Torres (que parecía compartir un enlace más cercano a su operativa Grady Powell) terminó con un tiempo de 05:10, lo que elimina Dean. Picabo y su operativa Brent Gleeson completado la misión en un tiempo de 05:37. Eva recibió el primer premio de la USO, mientras Picabo y Dean a ganar el segundo y tercer premio del lugar (para la contratación de nuestros héroes y Proyecto Guerrero Herido) respectivamente.

## Controversia
El 6 de agosto de 2012, Sharon Osbourne anunció que se retiró de America's Got Talent de compañeros programa de NBC debido a las denuncias de discriminación por parte de NBC y los productores de Stars Earn Stripes que rodean a su hijo Jack Osbourne. The Talk de CBS (donde Sharon es también un miembro del jurado), Jack había revelado que comenzaron dos días antes de la filmación, que se retiró del elenco de estrellas hagan rayas después de revelar que había sido diagnosticada con esclerosis múltiple. Sharon sintió que la NBC "mal manejado" la situación, y que lo que le permite participar podría haber resultado inspirador para otros diagnosticados con la enfermedad. Productor David Hurwitz disputó esas alegaciones en una rueda de prensa, afirmando que el espectáculo fue solo en conversaciones con Osbourne a participar, y que nunca fue oficialmente parte del elenco.